# 월드 오브 워크래프트
《월드 오브 워크래프트》(영어: World of Warcraft)는 블리자드 엔터테인먼트에서 개발한 MMORPG이다. 블리자드 엔터테인먼트의 다른 게임 시리즈 《워크래프트》의 세계관을 바탕으로 하는 게임이자, 워크래프트 시리즈의 네 번째 작품이다.

## 개요
월드 오브 워크래프트는 실제의 시간과 같은 시간 개념이 적용되며, 퀘스트와 쉬운 게임의 구성으로 인하여 발매될 때부터 많은 관심과 호응을 얻으면서 현재 전 세계에서 가장 많이 즐기는 온라인 게임 중 하나가 되었다. 대한민국에서도 뛰어난 한글화와 게임성을 바탕으로 외국 온라인 게임으로는 드물게 좋은 반응을 얻고 있다.
얼라이언스와 호드라는 두 진영 사이의 대립을 바탕으로, 플레이어는 13개의 종족, 11가지 직업 중 하나를 선택하여 게임을 진행할 수 있다. 분쟁지역에서 상대 진영을 공격(PvP)하는 행위를 허용하는지 여부에 따라 전쟁 서버와 일반 서버로 나뉜다. 2013년 12월 기준으로 7개의 전쟁 서버와 2개의 일반 서버가 있다. 블리자드사는 최초 공개 이후 확장팩 '불타는 성전'과 '리치왕의 분노'를 차례로 발표했으며, 2009년 8월 블리즈컨에서 개발 중인 차기 확장팩 '대격변'을 공개했다. 2010년 12월 9일 '대격변' 이 정식 서비스를 시작했으며, 2012년 9월 27일에는 네 번째 확장팩 판다리아의 안개가 한국에서 서비스를 시작했다. 2014년 11월 20일에는 5번째 확장팩 '드레노어의 전쟁군주'가 정식 서비스를 시작했다. 그리고 곧이어 2016년 8월에는 6번째 확장팩 '군단'이 출시되었고, 2018년에는 7번째 확장팩 '격전의 아제로스'가 출시되었다.
2025년 기준 월드 오브 워크래프트는 크게 3가지로 나뉜다. 첫번째는 최신 확장팩이 적용되어 있는 본 서버(리테일), 두번째는 판다리아의 안개 클래식(진행 클래식), 세번째는 WoW 클래식(바닐라) 으로 나뉜다.

## 캐릭터
월드 오브 워크래프트의 캐릭터는 자신이 처음에 캐릭터를 생성한 서버에서만 사용할 수 있고 유료 (일부 서버로의 이전은 무료) 서비스를 이용해 캐릭터의 서버를 옮길 수 있다. 사용자는 캐릭터를 한 서버에 최대 11개까지 만들 수 있다. 또한 서버에 상관 없이 한 계정에 (이 합에는 생성 후 삭제한 캐릭터 수까지 합산된다는 설도 있다.) 모두 50개의 캐릭터를 생성할 수 있다. 월드 오브 워크래프트의 진영은 크게 호드와 얼라이언스 진영으로 나뉘며, 두 진영 모두 서로 다른 종족으로 세분되어 있다. 예전에는 일반 서버에서만 모든 진영을 선택할 수 있었지만, 3.2 패치와 함께 적용된 '전쟁서버 상대 진영 캐릭터 생성제한 해제' 업데이트로 전쟁서버에서도 모든 진영을 선택할 수 있게 되었다.

### 종족과 직업
월드 오브 워크래프트의 가상 세계인 아제로스(Azeroth)에서 살아갈 캐릭터는 종족별, 직업별로 하나씩을 선택·조합하여 생성할 수 있다. 사용자가 고를 수 있는 열두 가지의 직업은 드루이드, 전사, 마법사, 흑마법사, 성기사, 사냥꾼, 사제, 주술사, 도적, 죽음의 기사, 수도사, 악마사냥꾼이다. 수한 데미지 딜러인 도적, 사냥꾼, 마법사, 흑마법사의 4직업을 제외하면 모두 하이브리드 클래스로 분류할 수 있다.
죽음의 기사의 경우 '리치왕의 분노' 초기에는 해당 서버에 55레벨 이상의 캐릭터가 존재할 경우에만 생성할 수 있었으나, 현재는 패치되어 인해 지금은 제한이 사라졌다 (판다렌과 동맹 종족은 월드 오브 워크래프트 어둠땅 확장팩에서 선택할 수 있도록 추가되었다). 악마사냥꾼은 서버 내에 70레벨의 캐릭터가 존재해야 생성할 수 있고, 한 서버에 하나의 악마사냥꾼만 생성할 수 있다. 얼라이언스와 호드 두 진영에 따라 선택할 수 있는 종족이 다르고, 종족별로 직업 선택에도 제한이 있다. 특히 악마사냥꾼은 블러드 엘프/나이트 엘프만 선택할 수 있다. 그리고 판다렌은 처음 중립으로 시작하여 시작 퀘스트를 모두 끝낸 후 양쪽 진영 중 한 곳을 선택할 수 있다. 자세한 사항을 아래를 참고하길 바란다.
|             | 종족       | 종족       | 종족        | 종족       | 종족       | 종족       | 종족       | 종족                  | 종족                  | 종족                  | 종족 | 종족   | 종족 | 종족   | 종족        | 종족   | 종족     | 종족            | 종족            | 종족            | 종족   | 종족     | 종족   |
| 직업        | 얼라이언스 | 얼라이언스 | 얼라이언스  | 얼라이언스 | 얼라이언스 | 얼라이언스 | 얼라이언스 | 얼라이언스(동맹 종족) | 얼라이언스(동맹 종족) | 얼라이언스(동맹 종족) | 호드 | 호드   | 호드 | 호드   | 호드        | 호드   | 호드     | 호드(동맹 종족) | 호드(동맹 종족) | 호드(동맹 종족) | 중립   | 중립     | 중립   |
| 직업        | 인간       | 드워프     | 나이트 엘프 | 노움       | 드레나이   | 늑대인간   | 공허 엘프  | 빛벼림 드레나이       | 검은무쇠 드워프       | 쿨 티란               | 오크 | 언데드 | 트롤 | 타우렌 | 블러드 엘프 | 고블린 | 나이트본 | 높은산 타우렌   | 마그하르 오크   | 잔달라 트롤     | 판다렌 | 드렉티르 | 토석인 |
| ----------- | ---------- | ---------- | ----------- | ---------- | ---------- | ---------- | ---------- | --------------------- | --------------------- | --------------------- | ---- | ------ | ---- | ------ | ----------- | ------ | -------- | --------------- | --------------- | --------------- | ------ | -------- | ------ |
| 전사        | 가능       | 가능       | 가능        | 가능       | 가능       | 가능       | 가능       | 가능                  | 가능                  | 가능                  | 가능 | 가능   | 가능 | 가능   | 가능        | 가능   | 가능     | 가능            | 가능            | 가능            | 가능   | 가능     | 가능   |
| 사제        | 가능       | 가능       | 가능        | 가능       | 가능       | 가능       | 가능       | 가능                  | 가능                  | 가능                  | 불가 | 가능   | 가능 | 가능   | 가능        | 가능   | 가능     | 불가            | 가능            | 가능            | 가능   | 가능     | 가능   |
| 도적        | 가능       | 가능       | 가능        | 가능       | 불가       | 가능       | 가능       | 불가                  | 가능                  | 가능                  | 가능 | 가능   | 가능 | 불가   | 가능        | 가능   | 가능     | 불가            | 가능            | 가능            | 가능   | 가능     | 가능   |
| 성기사      | 가능       | 가능       | 불가        | 불가       | 가능       | 불가       | 불가       | 가능                  | 가능                  | 불가                  | 불가 | 불가   | 불가 | 가능   | 가능        | 불가   | 불가     | 불가            | 불가            | 가능            | 불가   | 가능     | 가능   |
| 사냥꾼      | 가능       | 가능       | 가능        | 가능       | 가능       | 가능       | 가능       | 가능                  | 가능                  | 가능                  | 가능 | 가능   | 가능 | 가능   | 가능        | 가능   | 가능     | 가능            | 가능            | 가능            | 가능   | 가능     | 가능   |
| 주술사      | 불가       | 가능       | 불가        | 불가       | 가능       | 불가       | 불가       | 불가                  | 가능                  | 가능                  | 가능 | 불가   | 가능 | 가능   | 불가        | 가능   | 불가     | 가능            | 가능            | 가능            | 가능   | 가능     | 가능   |
| 마법사      | 가능       | 가능       | 가능        | 가능       | 가능       | 가능       | 가능       | 가능                  | 가능                  | 가능                  | 가능 | 가능   | 가능 | 불가   | 가능        | 가능   | 가능     | 불가            | 가능            | 가능            | 가능   | 가능     | 가능   |
| 흑마법사    | 가능       | 가능       | 불가        | 가능       | 불가       | 가능       | 가능       | 불가                  | 가능                  | 불가                  | 가능 | 가능   | 가능 | 불가   | 가능        | 가능   | 가능     | 불가            | 불가            | 불가            | 불가   | 가능     | 가능   |
| 드루이드    | 불가       | 불가       | 가능        | 불가       | 불가       | 가능       | 불가       | 불가                  | 불가                  | 가능                  | 불가 | 불가   | 가능 | 가능   | 불가        | 불가   | 불가     | 가능            | 불가            | 가능            | 가능   | 불가     | 불가   |
| 죽음의 기사 | 가능       | 가능       | 가능        | 가능       | 가능       | 가능       | 가능       | 가능                  | 가능                  | 가능                  | 가능 | 가능   | 가능 | 가능   | 가능        | 가능   | 가능     | 가능            | 가능            | 가능            | 가능   | 불가     | 불가   |
| 수도사      | 가능       | 가능       | 가능        | 가능       | 가능       | 불가       | 가능       | 불가                  | 가능                  | 가능                  | 가능 | 가능   | 가능 | 가능   | 가능        | 불가   | 가능     | 가능            | 가능            | 가능            | 가능   | 가능     | 가능   |
| 악마사냥꾼  | 불가       | 불가       | 가능        | 불가       | 불가       | 불가       | 불가       | 불가                  | 불가                  | 불가                  | 불가 | 불가   | 불가 | 불가   | 가능        | 불가   | 불가     | 불가            | 불가            | 불가            | 불가   | 불가     | 불가   |
| 기원사      | 불가       | 불가       | 불가        | 불가       | 불가       | 불가       | 불가       | 불가                  | 불가                  | 불가                  | 불가 | 불가   | 불가 | 불가   | 불가        | 불가   | 불가     | 불가            | 불가            | 불가            | 불가   | 가능     | 불가   |

### 캐릭터 종류
월드 오브 워크래프트의 캐릭터는 플레이어의 캐릭터와 NPC(Non-Player Characters)가 있다. NPC는 플레이어의 게임 플레이를 돕기 위해 존재하며 인공 지능으로 움직이거나 행동한다.
NPC에는 여러 종류가 있다. 대도시와 일반적인 소규모 마을의 NPC들은 상품을 팔거나, 착용한 아이템을 수리해 주거나, 기술을 전수하거나, 주문을 전수하거나, 퀘스트를 주는 등의 게임을 하면서 필요한 것들을 제공한다. 어떤 NPC들은 이야기를 알려 주거나 충고 등을 해 주기도 하고, 또한 어떤 NPC들은 마을을 순찰하거나 도시를 방어하는 역할을 맡는다.
중립마을의 NPC 경비병은 평판에 따라서 이름 색이 변하지만, 중립마을의 내부 또는 입구 부근에서 유저간의 전투(PVP)가 생길 경우 빨간색 이름으로 변하며 공격을 가해온다.
그리고 플레이어의 캐릭터나 NPC의 이름 태그의 색깔에 따라 상태가 다양하다. 대부분의 경우, 회색은 사망한 NPC, 파란색은 일반 상태의 플레이어, 연두색은 PVP 상태의 아군 또는 아군진영 NPC이며, 노란색은 중립 진영의 NPC, 빨간색은 PVP 상태의 적군, 상대 진영 NPC이거나 몬스터, 주황색은 전투할 수 없는 적이다.

## 세계관

### 지리

노스렌드 지도

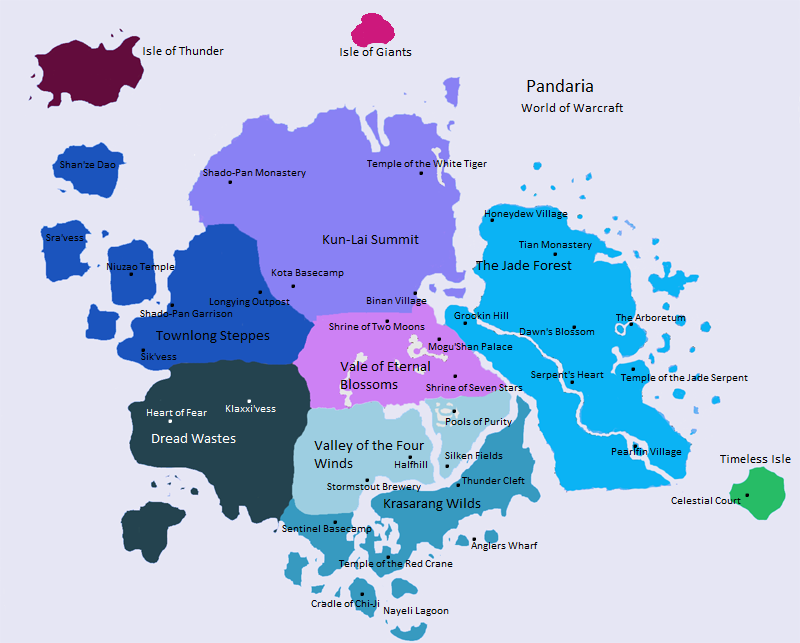
판다리아 지도

월드 오브 워크래프트의 세계는 주로 아제로스와 아웃랜드라는 두 개의 행성, 평행 세계로 이루어진 아웃랜드의 과거 행성 드레노어 등으로 이루어져 있다. 아제로스의 동부왕국과 칼림도어, 그리고 다른 행성 아웃랜드와 드레노어이며, 두 번째 확장팩인 '리치왕의 분노'에서 아제로스 북쪽에 노스렌드가 구현되고, 다섯 번째 확장팩인 '드레노어의 전쟁군주'에서 드레노어가 구현되었다. 여섯 번째 확장팩인 '군단'에서 불타는 군단의 고향, 아르거스가 추가되었다. 이 세계는 기본적으로 RTS 게임 워크래프트 시리즈의 역사와 배경을 바탕으로 만들어져 있다. 호드는 주로 칼림도어 대륙에 있으며 얼라이언스는 동부왕국에 바탕을 둔다. 불타는 성전에서부터 불타는 군단을 물리치기 위하여 아웃랜드에서의 전투가 벌어졌으며, 리치왕이 된 아서스의 스컬지 군단에 맞서 노스렌드에서 호드와 얼라이언스의 군대의 전쟁이 시작되었다. 세 번째 확장팩인 '대격변'에서는 기존의 지리, 지형이 크게 변하였으며 이와 관련된 퀘스트들도 삭제 또는 변경되었다. 대표적으로 가장 넓은 지역 중 하나였던 불모의 땅이 남, 북으로 분리된것을 들 수 있다. 네 번째 확장팩인 '판다리아의 안개'에서는 아제로스의 남쪽에 숨겨져있던 판다리아 대륙이 구현 되었다. 그리고 신 종족인 판다렌이 추가되었다. 다섯 번째 확장팩인 '드레노어의 전쟁군주'에서는 아웃랜드의 과거 행성이였던 드레노어 행성이 평행 세계로 구현되었다. 여섯번째 확장팩인 '군단'에서는 워크래프트 3에서 등장했던 부서진 섬, 드레나이의 고향 행성인 아르거스가 등장했다. 일곱번째 확장팩인 '격전의 아제로스'에서는 잔달라와 쿨 티라스, 나가들의 수도인 나즈자타, 그리고 동맹 종족이 등장했다.
여러 가지 월드 오브 워크래프트의 지명과 도시 등은 워크래프트 시리즈에서 따온 것들이 있다.

### 도시

#### 얼라이언스 대도시
- 다르나서스 : 나이트 엘프의 도시. 칼림도어 북서쪽 섬인 텔드랏실 서쪽에 있다. 텔드랏실에서 나와서 만날 수 있는 항구인 아우버다인에서 스톰윈드 행, 아이언포지 행 배가 운행된다. 가시의 전쟁으로 인해 파괴되었다.
- 스톰윈드 : 로데론의 뒤를 이은 인간의 도시로 요새화되어 있다. 동부왕국의 엘윈 숲에 위치한다. 스톰윈드 - 아이언포지 사이에 지하철이 운영된다.
- 아이언포지 : 드워프의 도시로 지하에 있다. 동부왕국의 던 모로에 위치하며 놈리건에서 도망쳐 온 노움들도 이 도시에 거주한다.--
- 엑소다르 : 드레나이가 타고 도피 우주 여정 중 아제로스에 불시착한 비행선으로, 현재는 드레나이의 도시이다. 텔드랏실 남서쪽의 하늘안개 섬에 있다. 드루이드들의 대장인 말퓨리온과는 친교를 하고 있지만, 드레나이 종족을 업신여긴 블러드 엘프와는 적대 관계이다.

#### 호드 대도시
- 썬더 블러프 : 유목 종족 타우렌들이 세운 도시. 칼림도어의 멀고어에 위치한다. 듀로타로 가려면 불모의 땅을 지나야 한다. 썬더 블러프 - 오그리마 간의 비행선이 운행된다.
- 언더시티 : 포세이큰의 지하도시로 동부왕국 - 티리스팔 숲 남부의 로데론의 폐허 지하에 위치한다. 오그리마에서 언더시티행 비행선을 타고 올 수 있다. 로데론 공성전에서 파괴되었다.
- 오그리마 : 오크들의 대도시로 칼림도어의 듀로타 북부에 위치하며, 고블린과 고향을 잃은 언데드도 여기에 거주한다.
- 실버문 : 아제로스 잔존 블러드 엘프들의 도시. 동부왕국 북부의 동부 역병지대의 북쪽에 위치한다. 로데론의 폐허에서 순간이동의 보주로 실버문 왕실로 순간이동 할 수 있다.

#### 중립 도시
어둠땅에서 최고 레벨이 60으로 하향되기 전의 설명이다.
- 샤트라스 : 얼라이언스와 호드가 중립적으로 이용할 수 있는 아웃랜드의 중립도시로 테로카르 숲에 위치하고 있다. 샤타르라는 나루를 중심으로 하는 기본 세력이 있고, 알도르 사제회와 점술가 길드라는 경쟁 중인 두 개의 집단이 있다. 경매장과 각 직업 상급자가 없어 아제로스 대도시를 이용해야 한다. 도시의 중심부에 아제로스의 각 대도시로 연결된 차원문이 있다.
- 달라란 : 샤트라스와 같이 중립적으로 이용할 수 있는 노스렌드의 중립도시로 원래는 알터랙 산맥에 있었으나 리치왕의 분노 때부터 노스렌드 중심지역 '수정노래 숲의 상공'에 위치하고 있으며 마법사를 제외한 상급자가 없고 경매장이 있으나 기계공학의 거장만이 이용할 수만 있다는 것이 특징이다. 정상적으로는 레벨 74가 되면 각 진영별 마을 여관에서 퀘스트 형식으로 일회성으로 보내주며 자유로이 출입을 위해서는 연속 퀘스트의 진행으로 수정노래 숲에서 수정을 사용할 수 있게 되며 레벨 77 이후부터는 노스렌드에서도 나는 탈것의 탑승이 가능해지기 때문에 날아서 진입할 수도 있다. 대격변 이후 모든 캐릭터가 레벨 68에서 극지 비행을 익힐 수 있기 때문에 68레벨이라면 진입할 수 있다. 키린 토라는 중심 세력이 존재하며, 얼라이언스와 호드로 나뉜 선리버/은빛서약단이 달라란 안에 서로간의 구역을 유지하고 있다. 해당 진영의 구역에 적대진영의 유저가 들어가게 되면 입구로 강제이동된다. 대도시 차원문은 각각의 구역에 나눠서 존재하고 있다. 비행고도가 통제되는 구역으로 일정 고도 밑으로 날아서 입장할 경우 8초 뒤에 탈것에서 떨어지게 되며 지상에 닿을 때까지 낙하산을 타고 내려오게 되었었지만 대격변 직전 패치(4.0.1)에서 달라란 내에서도 비행이 가능하도록 다시 설계되었다. 군단에서는 부서진 섬 상공으로 이동해 군단에 맞서는 거점이 된다.

#### 수장
각 도시의 수장들은 기본적으로 월드보스(해골)로 책정되어 있으며, 실제 그들에 적용되는 레벨은 플레이어 최고레벨의 +3이다. 또한, 리치왕의 분노 현재, 각 도시의 '업적이 가능한' 우두머리의 체력은 대격변 현재 1억 307만으로 고정되어 있다. 이는 레벨 제한이 상향되는 대규모 패치때마다 적절히 변경된다.
- 다르나서스 : 가시의 전쟁으로 파괴됨
- 스톰윈드 : 안두인 린 (인간), 겐 그레이메인 (늑대인간), 티란데 위스퍼윈드, 말퓨리온 스톰레이지 (나이트 엘프)
- 아이언포지 : 드워프 평의회 (드워프), 멕카토크 (노움, 혼수 상태)
- 엑소다르 : 벨렌 (드레나이)
- 썬더 블러프 : 바인 블러드후프 (타우렌)
- 언더시티 : 로데론 공성전으로 파괴됨
- 오그리마 : 공석, 지 파이어포우 (후오진 판다렌)
- 실버문 : 로르테마르 테론, 롬매스. 할두런 브라이트윙 (블러드 엘프)

## 시스템 사양
```
아래 내용은 격전의 아제로스 당시 오구사양입니다.
```

- 일반적인 요구 사양
  - 45 기가바이트 이상의 하드 드라이브 남은 공간
  - 광대역 인터넷 연결.
- 윈도우 사용자:
  - 최소 사양:
    - 윈도우 7 이상
    - Intel Core 2 Duo E8500 또는 AMD Phenom II X3 720 이상
    - 2기가바이트 이상의 RAM.
    - NVIDIA GeForce GT440, AMD Radeon HD 5670 또는 Intel HD Graphics 5000 이상

  - 권장 사양:
    - 윈도우 11
    - Intel Core i5-3330, AMD FX-6300 이상
    - 4GB 이상의 RAM
    - NVIDIA GeForce GTX 750 Ti 또는 AMD Radeon R7 260X 이상
- 맥 OS 사용자:
  - 맥 OS 10.6.4 이상.
  - 인텔 또는 Apple Slicon 프로세서.
  - 8GB 이상의 RAM.
  - 64 메가바이트 이상의 ATI나 엔비디아의 그래픽 카드.

## 확장팩
- 월드 오브 워크래프트: 불타는 성전
- 월드 오브 워크래프트: 리치왕의 분노
- 월드 오브 워크래프트: 대격변
- 월드 오브 워크래프트: 판다리아의 안개
- 월드 오브 워크래프트: 드레노어의 전쟁군주
- 월드 오브 워크래프트: 군단
- 월드 오브 워크래프트: 격전의 아제로스
- 월드 오브 워크래프트: 어둠땅
- 월드 오브 워크래프트: 용군단

아래는 2023년 블리즈컨에서 공식 발표된, 앞으로 3개의 확장팩에 걸쳐 전개될 대장정 스토리인 세계혼 서사시이다.
- 월드 오브 워크래프트: 내부 전쟁
- 월드 오브 워크래프트: 한밤
- 월드 오브 워크래프트: 최후의 티탄

## 클래식
2019년 8월 27일 월드 오브 워크래프트 클래식이 출시되었다.

## 평가
| 평가 |          |
| --- | -------- |
| 통합 점수 통합사 점수 게임랭킹스 92% [ 2 ] 메타크리틱 93/100 [ 3 ] 평론 점수 평론사 점수 1UP.com A [ 4 ] 에지 9 / 10 [ 5 ] 유로게이머 8 / 10 [ 6 ] 게임 인포머 9.5 / 10 [ 7 ] 게임프로 4.5 / 5 [ 8 ] 게임즈마스터 93% [ 5 ] 게임스팟 9.5 / 10 [ 9 ] 게임스파이 [ 10 ] IGN 9.1 / 10 [ 11 ] PC 게이머 (UK) 94% [ 5 ] PC 존 95% [ 5 ] |          |
| 통합 점수 |          |
| 통합사 | 점수     |
| 게임랭킹스 | 92%      |
| 메타크리틱 | 93/100   |
| 평론 점수 |          |
| 평론사 | 점수     |
| 1UP.com | A        |
| 에지 | 9 / 10   |
| 유로게이머 | 8 / 10   |
| 게임 인포머 | 9.5 / 10 |
| 게임프로 | 4.5 / 5  |
| 게임즈마스터 | 93%      |
| 게임스팟 | 9.5 / 10 |
| 게임스파이 | [ 10 ]   |
| IGN | 9.1 / 10 |
| PC 게이머 (UK) | 94%      |
| PC 존 | 95%      |